# Kerry Strayer
Kerry Alan Strayer (* 22. Dezember 1956 in Fairbury, Nebraska; † 1. August 2013 in Kansas City, Missouri) war ein US-amerikanischer Baritonsaxophonist (auch Flöte), Komponist, Arrangeur und Bandleader des Mainstream Jazz, der in der Musikszene von Kansas City, Missouri aktiv war.
Strayer spielte mit zehn Jahren Flöte. Mit 16 Jahren überzeugte ihn der Leiter der Schulband, Baritonsaxophon zu spielen. Nach dem Hören des Gerry Mulligan/Paul-Desmond-Albums Two of a Mind begann er sich für Jazz zu interessieren. Nach dem Collegebesuch in Nebraska studierte er am Konservatorium der University of Missouri–Kansas City. Er arbeitete fortan in Kansas City, spielte in lokalen Bands und ging mit dem Tommy Dorsey Orchestra (Ghost Band) auf Tournee. 1991 gründete er das Septett New Kansas City 7, für das er alle Arrangements schrieb. Im Hauptberuf unterrichtete er am Johnson Community College. 1998 erschien sein Debütalbum, ein Tribut an Gerry Mulligan (Jeru Blue) bei Palmetto (u. a. mit Randy Brecker). Am folgenden Album Speak Low wirkte Frank Mantooth als Gastmusiker mit.
Strayer war außerdem Gründungsmitglied des Kansas City Jazz Orchestra, einer 2003 geschaffenen Big Band; 2010 wurde er deren künstlerischer Leiter und Dirigent. Strayer war von 1984 bis 2005 an sieben Aufnahmesessions beteiligt.